# Ляликов, Николай Иванович

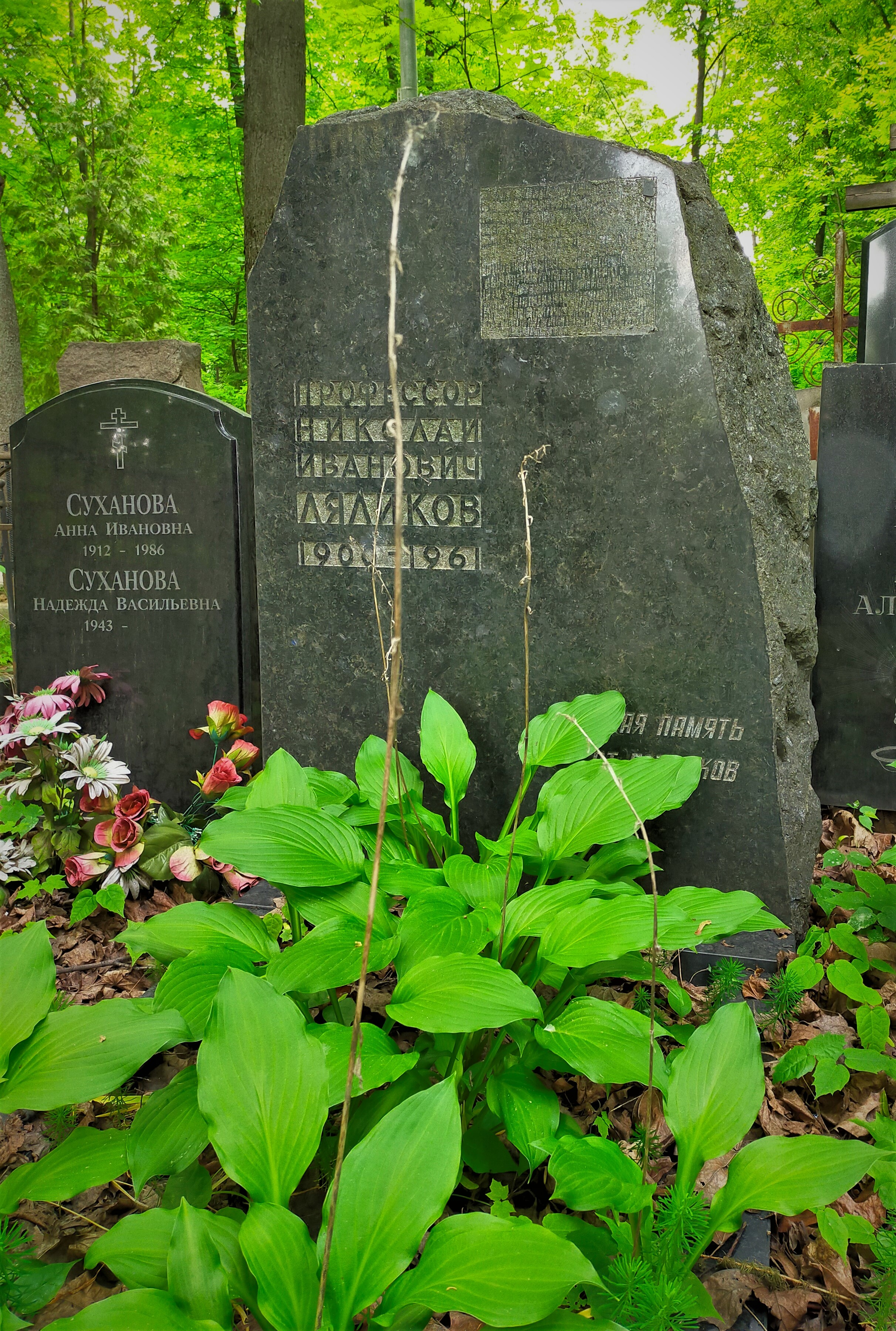
Могила Н. И. Ляликова на Введенском кладбище

Николай Иванович Ляликов (1900—1961) — советский географ, профессор, один из создателей современной отечественной географии населения. Отец Дмитрия Ляликова.

## Биография
Окончил Московский государственный университет (1925).
Профессор кафедры экономической географии Московского государственного педагогического института имени Ленина.
Автор первого в СССР учебного пособия «География населения» (1946) и одной из первых теоретических работ в этой области географии «Некоторые вопросы плотности населения в географической литературе» (1947), напечатанной в 5 сборнике «Вопросов географии», а также методической работы «О географическом изучении города»(1949). Опубликовал книгу «Советская Украина: Очерк экономической географии» (1954), был одним из соавторов трёхтомника «Экономическая география СССР» (1954—1958). Написал учебник для средней школы «Экономическая география СССР» (1957). Цикл статей Ляликова «Очерки по географии населения СССР» (1948—1949) сыграл важную роль в формировании советского подхода к географии населения. Ввел термин «Главная полоса расселения».
Награжден орденом Ленина (1961).
Умер в Москве, в 1961 году, похоронен на Введенском кладбище (19 уч.).